# Augure
Pour les articles homonymes, voir Augure (homonymie).

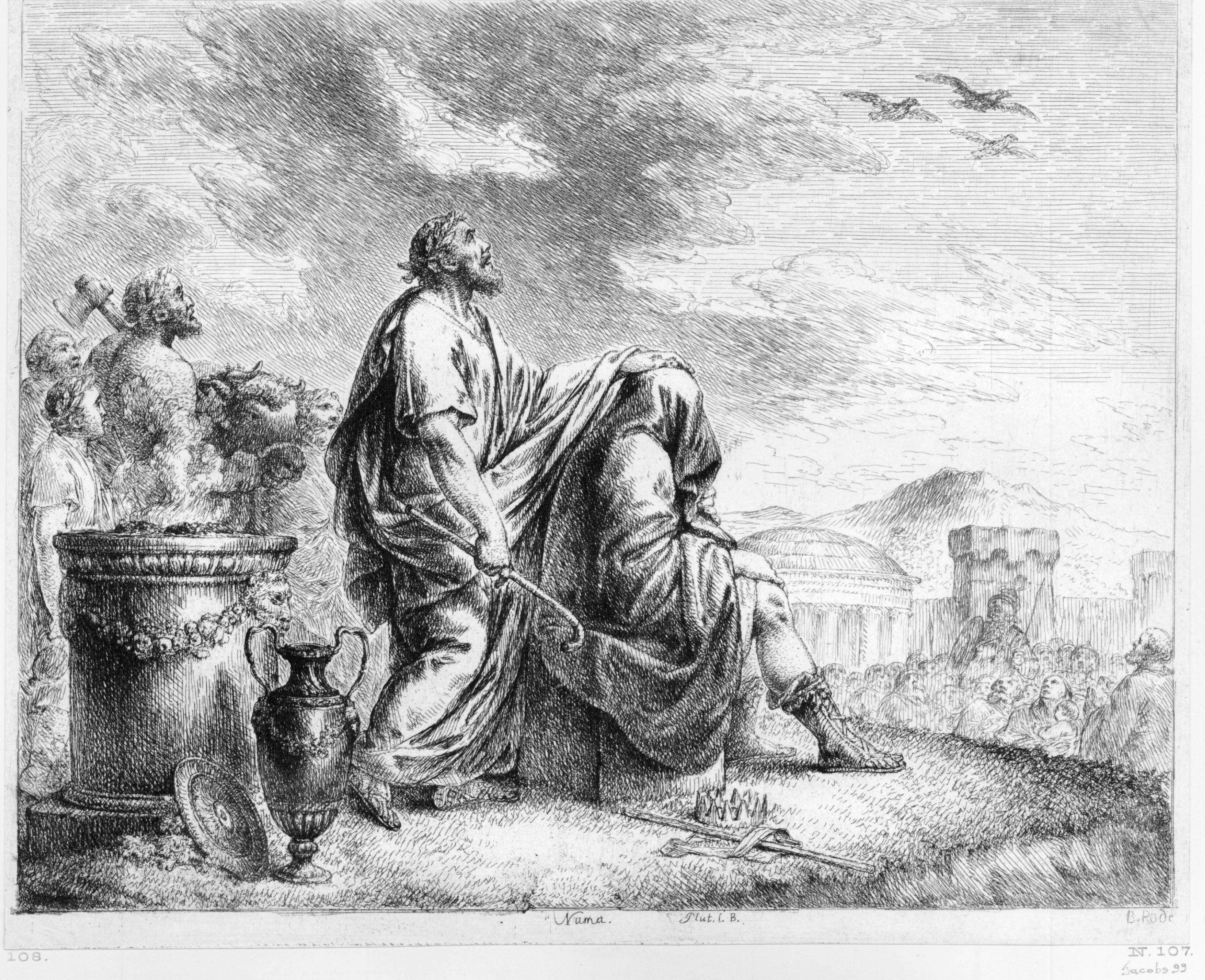
Un augure.

L‘augure (du latin augur, is, nom animé) est, dans la religion romaine, un prêtre chargé d'interpréter les phénomènes naturels considérés comme des présages. Les augures étaient les interprètes des volontés de Jupiter, maître des signes ; il était hors de question de partir à la guerre, de choisir l'emplacement d'un temple, de désigner un homme pour une fonction politique, sans consulter les augures. Par exemple, en 63 av. J.-C., Marcus Calpurnius Bibulus tenta de s'opposer à l'une des actions de Jules César en affirmant que les augures étaient défavorables.
Un « augure » (du latin augurium, nom de même racine qu’augur, is, mais cette fois inanimé) désigne également la pratique divinatoire (augurium au sens abstrait) exercée par ces prêtres, et le message (de bon augure ou de mauvais augure) envoyé par les dieux (augurium au sens concret) qui doit être élucidé afin de déterminer une conduite à tenir pour satisfaire la volonté des dieux. L'augure, divination qui consistait primitivement dans l'observation du chant et du vol des oiseaux (l'ornithomancie), de la manière dont ils mangeaient ainsi que l'interprétation des phénomènes célestes, tels que la foudre (la brontoscopie), et des prodiges, leur venait de l’Etrusca disciplina, l'ensemble des pratiques divinatoires étrusques.

## Origine
L'interprétation de leur fonction originelle pâtit de confusions résultant de leur nom et d'un emprunt de leurs procédures à l'Étrurie. Si, selon Cicéron, « les augures ont la charge des auspices », augur est issu d'un substantif neutre dont la racine *augos (genitif *augeris), lié à augere « augmenter », exprime à la fois la force (vegere, vigor) et l'éveil (vigil). Le rapprochement avec le grec augê « éclat solaire » indique sa valeur première.

## Le collège des Augures
À Rome, les ministres officiellement préposés à cette divination portaient aussi le nom d'augures. Ces ministres étaient en grande considération.
La science augurale se trouvait contenue dans les livres que les devins étaient obligés d'apprendre ou de consulter. Cette science se réduisait à douze chefs ou articles principaux, conformément aux douze signes du zodiaque.

## Interprétations des présages
S'il s'agissait d'une affaire d'État, l'augure devait être fait par un spécialiste, le tout en présence des magistrats afin de savoir si les dieux étaient ou non favorables à l'entreprise.
Les présages sont lus par les devins. Les devins, pour prendre les présages, se tournaient vers le nord, de manière à avoir l'orient à droite et l'occident à gauche ; si le vol, l'animal ou l'éclair passait à droite de l'observateur (dexter), les dieux étaient favorables ; s'il passait à sa gauche (sinister, qui a donné le mot « sinistre »), les dieux étaient défavorables.
De tous les météores qui servaient à prendre l'augure, les plus importants étaient le tonnerre et les éclairs : s'ils venaient de l'orient, ils étaient réputés heureux ; s'ils passaient du nord à l'ouest, c'était tout le contraire. Les vents étaient aussi des signes de bons ou mauvais présages. Les oiseaux dont on observait avec le plus d'attention le vol et le chant étaient l'aigle, le vautour, le milan, le hibou, le corbeau et la corneille. Pour procéder à cette consultation, l'augure (successeur de l'haruspice étrusque) prenait son lituus, un bâton recourbé ne présentant aucun nœud, et traçait dans le ciel et, plus tard, sur le sol, le templum, c'est-à-dire le périmètre sacré à l'intérieur duquel il entrerait en relation avec Jupiter.
Cette opération était l'inauguratio ; à l'intérieur de ce périmètre, l'augure traçait ensuite une ligne Nord-Sud et une ligne Est-Ouest ; il se plaçait à leur intersection, tourné vers l'Est, tandis que celui qui le consultait se tournait vers le Sud. L'augure a son épaule et son bras droit entièrement découverts au moment où il « prend les auspices », c'est-à-dire le moment où il observe le vol des oiseaux.
Il y avait deux sortes d'auspices : ceux que l'on sollicitait avec l'augure étaient dits impetrativa ; ceux qui s'offraient d'eux-mêmes, oblaticia. Romulus et Remus, en désaccord sur le lieu de formation de leur ville, guettèrent ainsi les auspices, chacun sur la colline qu'ils avaient choisie. Remus, sur l'Aventin, fut le premier à voir six vautours mais Romulus, peu de temps après, en compta douze. C'est ainsi qu'il sut que le Palatin, qu'il avait choisi, était agréé par les dieux.
Outre le vol et le cri des oiseaux, en particulier des pies, des corbeaux et corneilles, l'augure observait aussi l'appétit des poulets sacrés : qu'ils refusent les grains, et le présage était néfaste ; qu'il le mange avec voracité et le présage était faste ; d'autres augures connus sous le nom d'haruspice (de haru-spicere, « regarder les entrailles »), observaient les viscères (exta en latin) des victimes désignées pour les sacrifices, pratique dénommée « l'haruspicine ». Si le foie, la rate, l'estomac, les poumons, le cœur et les reins présentaient les caractéristiques voulues, les animaux étaient brûlés sur l'autel en offrande aux dieux, sinon, on recommençait le sacrifice.
Afin que le chef d'une armée eût toujours à sa disposition les moyens de consulter les dieux par l'entremise des oiseaux, il se faisait accompagner d'augures portant dans des cages les poulets sacrés. Ces augures appelés pullaires avaient pour unique fonction de nourrir ces volailles, et de les observer à toute heure du jour. On donnait le nom d'haruspices aux ministres chargés spécialement d'examiner les entrailles des victimes pour en tirer des présages. Ils étaient, en général, choisis dans les meilleures familles de Rome, après avoir longtemps été des Étrusques embauchés pour cela, par l’empereur Claude qui avait étudié la langue étrusque, appris à la lire, et qui avait créé un « collège » de 60 haruspices qui exista jusqu’en 408.

## Légendes

### Attus Navius
Cet augure vivait du temps de Tarquin l'Ancien. Il s'opposa au dessein de ce prince qui voulait augmenter le nombre des centuries de chevaliers, prétendant qu'il ne le pouvait sans être autorisé par les augures. Le roi, blessé de cette opposition, et voulant l'humilier, lui proposa de deviner si ce qu'il pensait dans le moment pouvait s'exécuter. -« Cela peut se faire », lui dit Attus Navius après avoir pris les augures.- « Or, reprit Tarquin, je me demandais si je pourrais couper cette pierre à aiguiser avec un rasoir. »
- « Vous le pouvez donc », répondit l'augure. Sur-le-champ, la chose fut faite et les Romains, frappés d'admiration, érigèrent une statue à Attus Navius.
Durant la première guerre punique, le consul Publius Claudius Appius Pulcher étant sur le point d'engager sur mer une bataille contre la flotte carthaginoise, prit d'abord les auspices. Le pullaire vint lui annoncer que les poulets sacrés refusaient de sortir de leur cage et même de manger. « Eh bien ! » reprit le consul, « qu'on les jette à la mer : au moins ils boiront. »
Cette parole répétée aux soldats superstitieux abattit leur courage et l'armée subit un désastre.

## Expressions dans le langage courant
- Être de bon augure/mauvais augure, (expression courante)
- Un oiseau de mauvais augure, (expression courante)
- Mon cœur même en conçut un malheureux augure, (Racine, Britannicus)
- J'en accepte l'augure, et j'ose l'espérer, (Corneille, Cinna, ou La Clémence d'Auguste)
- Je tire bon augure de cette réponse, (Bossuet, Lett.quiét.410)
- Nous entendîmes un cri de mauvais augure, (Hamilton, Mémoires du chevalier de Grammont)
- La joie des courtisans est un bon augure, (Sévigné, 146)
- Je tiens pourtant à bon augure de ce que..., (Voiture, Lettres)
- Je prends à bon augure de ce que la fortune nous rapproche du lieu ou vous êtes, (Voiture, ib, 65)